# Лампрехт Немецкий
Лампрехт (нем. Lamprecht der Pfaffe, прозвище озничает «священник») — средневековый поэт из средней Франконии.
Биографических сведений о Лампрехте практически нет: все, что о нем известно, — это священнический сан. Дошедшее до нас его сочинение — «Песнь об Александре» (нем. Alexanderlied; около 1130) — представляет собой переработку поэмы французского автора Альберика из Безансона, от которой сохранился лишь небольшой отрывок (судя по этому отрывку, немецкий автор довольно точно следует французскому предшественнику, усиливая, однако, морализаторскую тенденцию). Сюжет поэмы — жизнь и деяния Александра Македонского, изложенные в сказочно-авантюрном духе, включая невероятные чудеса, виденные Александром в его восточных походах, и финальное путешествие в Рай, где он оказывается отвергнут; поэму заключает мораль, констатирующая тщету земных свершений. Популярность поэмы Лампрехта была связана, по-видимому, с повышенным интересом к восточным странам, который возник в связи с Крестовыми походами XII века.
«Песнь об Александре» сохранилась в трёх рукописях («форауской», «страсбургской» и «базельской»), из которых первая, наиболее старая и надёжная, существенно неполна. Все три версии начиная с середины XIX века неоднократно опубликованы в оригинале и с переводом на современный немецкий язык.